# 376 a.C.
Il 376 a.C. (CCCLXXVI a.C. in numeri romani) è un anno  del IV secolo a.C.

## Eventi
- Battaglia di Nasso: Gli Ateniesi al comando di Cabria sconfiggono gli Spartani in mare.
- Fine del regno di Zhou An Wang, "figlio del cielo" della dinastia cinese Zhou
- a Roma, al posto dei consoli, sono eletti 4 tribuni militari con poteri consolari (t.m.c.p.c.): Licinio Menenio Lanato (IV), L. Papirio Crasso (II), Servio Sulpicio Pretestato (II) e Servio Cornelio Maluginense (V).

## Nati
- Olimpiade d'Epiro, madre di Alessandro Magno

## Morti
- Zhou An Wang re della dinastia cinese Zhou